# Statilia nemoralis
Statilia nemoralis es una especie de mantis de la familia Mantidae.

## Distribución geográfica
Se encuentra en la India, Vietnam, China, Corea,  Taiwán, Japón, Birmania, Malasia, Sumatra,  Java y Borneo.